# Kreolspråk
Ett kreolspråk är ett folkspråk som utvecklats ur ett pidginspråk, och som alltså till skillnad från pidginspråket har modersmålstalare. Språket utvecklas därmed bortom det ursprungliga pidginspråkets begränsade användningsområden och blir ett fullständigt språk med mer komplicerad vokabulär, grammatik och ett mer utbyggt ljudsystem.
Kolonialism har varit en viktig faktor i kreolspråkens skapelse. De har uppstått vid kustregioner av Atlanten och Indiska oceanen; ett märkbart undantag är Brasilien där inget kreolspråk uppstått.
Exempel på kreolspråk är det franskbaserade haitisk kreol som talas på Haiti och det engelskbaserade tok pisin som talas på Papua Nya Guinea.
Ett annat exempel på ett kreolspråk är den typ av kreol (criol) som talas på Kap Verde. Denna typ av Kap Verde-kreol kommer från början från portugisiskan och uppkom på Kap Verde under slavtiden.